# Pehr Brelin
Pehr Brelin, född i december 1728, död 16 februari 1795 i Karlskrona, var en svensk militär och teckningslärare. Han var far till Carl Edvard Carlheim-Gyllensköld.
Brelin var son till Nils Bräckselius och Anna Maria Kyronia och gift med Eva Henrietta Spalding. Brelin skrevs in i krigstjänst 1749 och blev senare lärkonduktör vid fortifikationen och lärare vid amiralitetskadettkåren i Karlskrona. Han blev kapten 1746 och var som sådan verksam vid Kalmar regemente, där han utnämndes till major 1776. Brelin är representerad vid Nationalmuseum.